# Гайдай, Константин Геннадьевич
Константин Геннадьевич Гайдай (род. 25 августа 1978 года в Новосибирске) — российский модельер, иллюстратор, дизайнер головных уборов и одежды. 
Победитель национальной премии «Золотое веретено» в номинации «Головной убор», признавался «Человеком года» в категории «Дизайнер года» по версии журнала GQ, входит в пятерку модных иллюстраторов России по версии журнала Posta-Magazine, а также в первую десятку рейтинга российских дизайнеров Women’s Wear Daily. 
Неоднократный обладатель премий телеканала Fashion TV, обладатель премии «Brand Awards», телеведущий программы «Ангелы красоты» на телеканале CTC Love, участвовал в качестве эксперта в телепроектах «Топ-модель по-русски» на телеканале Ю и «Подиум» на телеканале Пятница!. Журнал Vogue называет Гайдая главным шляпником страны.
Работы дизайнера вошли в собрание Государственного исторического музея на Красной площади и Всероссийского музея декоративно-прикладного и народного искусства.

## Биография
В 2001 году окончил факультет «Дизайн архитектурной среды» Новосибирской государственной архитектурно-художественной академии, ныне — Новосибирский государственный университет архитектуры, дизайна и искусств. В 2002 году в качестве fashion-иллюстратора сотрудничал с модными журналами OM, Harpers Bazaar, L’Officiel и другими, в том же году начал карьеру дизайнера, участвуя в разработке аксессуаров и принтов для бренда Arsenicum Дмитрия Логинова.
В 2004 году Константин Гайдай запустил собственный бренд и представил дебютную коллекцию головных уборов в рамках Russian Fashion Week, в 2005 году была показана первая полноценная коллекция одежды дизайнера под собственным брендом.
В 2007 году культовый журнал i-D в спецномере White Trash Issue назвал Константина Гайдая одним из ключевых представителей русского авангардного fashion-движения. А в спецномере The Out of The Blue Issue это же издание назвало дизайнера «национальной звездой». Влиятельное в мире моды издание Women’s Wear Daily поставило Гайдая в первую десятку рейтинга лучших российских дизайнеров. В 2008 году журнал «Афиша» включил Константина Гайдая в «Семерку самых свежих, успешных и современных дизайнеров страны».
В 2010 году Гайдай заявил о себе в Европе, представив капсульную коллекцию на выставке Tranoi во время Парижской Недели моды. После выставки головные уборы и одежда под собственной торговой маркой Гайдая начали продаваться в магазинах Франции, Италии, Англии, Швейцарии, Дании, США и Японии.
С 2011 по 2013 годы Константин Гайдай разработал три коллекции повседневной одежды и специальную новогоднюю коллекцию для крупного российского ритейлера «Твоё».
Признанием российских ритейлеров можно считать разработанную по заказу ЦУМа линию свадебных головных уборов в 2012 году.

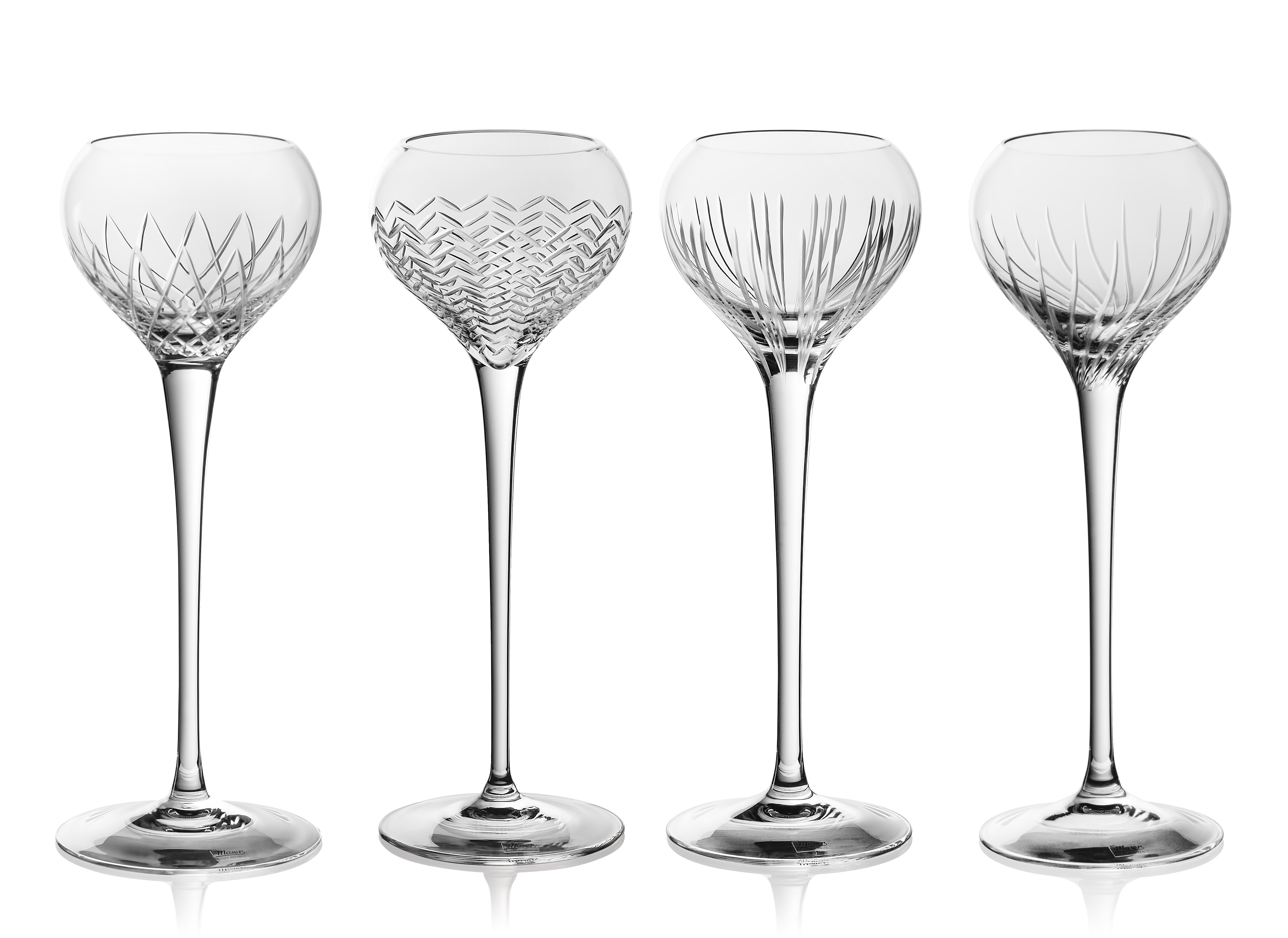
Бокалы Kupola

В 2012 году Константин Гайдай был приглашенным модным экспертом в телепроекте «Топ-модель по-русски» на телеканале Ю. В 2014 году был одним из ведущих программы «Ангелы красоты» на телеканале CTC Love. В 2018 году Гайдай участвовал в качестве эксперта в проекте «Подиум» на телеканале Пятница!.
В 2012—2016 годах Константин Гайдай представил свои кутюрные коллекции головных уборов: «12» (на основе архетипических образов древнерусского эпоса, 13-й предмет из коллекции отправлен Мадонне), «Боги» (религиозно-мистическая тематика), «Shadows» (игра теней, контрастов и противоположностей), «The Shapkas» (на основе религиозных и культурных русских традиций, в том числе сказок). Музыкальное сопровождение показов готовит диджей Сергей Оранж, разрабатывая концепцию вместе с дизайнером.
В 2016 году для чешской мануфактуры Moser Crystal Константин Гайдай создал коллекцию хрустальных бокалов KUPOLA, вдохновленный Собором Василия Блаженного на Красной площади. Впоследствии эта коллекция бокалов была выставлена в Государственном историческом музее, а позже стала частью основной коллекции отдела «Стекло и фарфор» Государственного исторического музея на Красной площади. Константин Гайдай также представлял свои коллекции во Всероссийском музее декоративно-прикладного и народного искусства, в 2018 году часть головных уборов дизайнера также вошли в основную коллекцию этого музея.

## Коллекциография

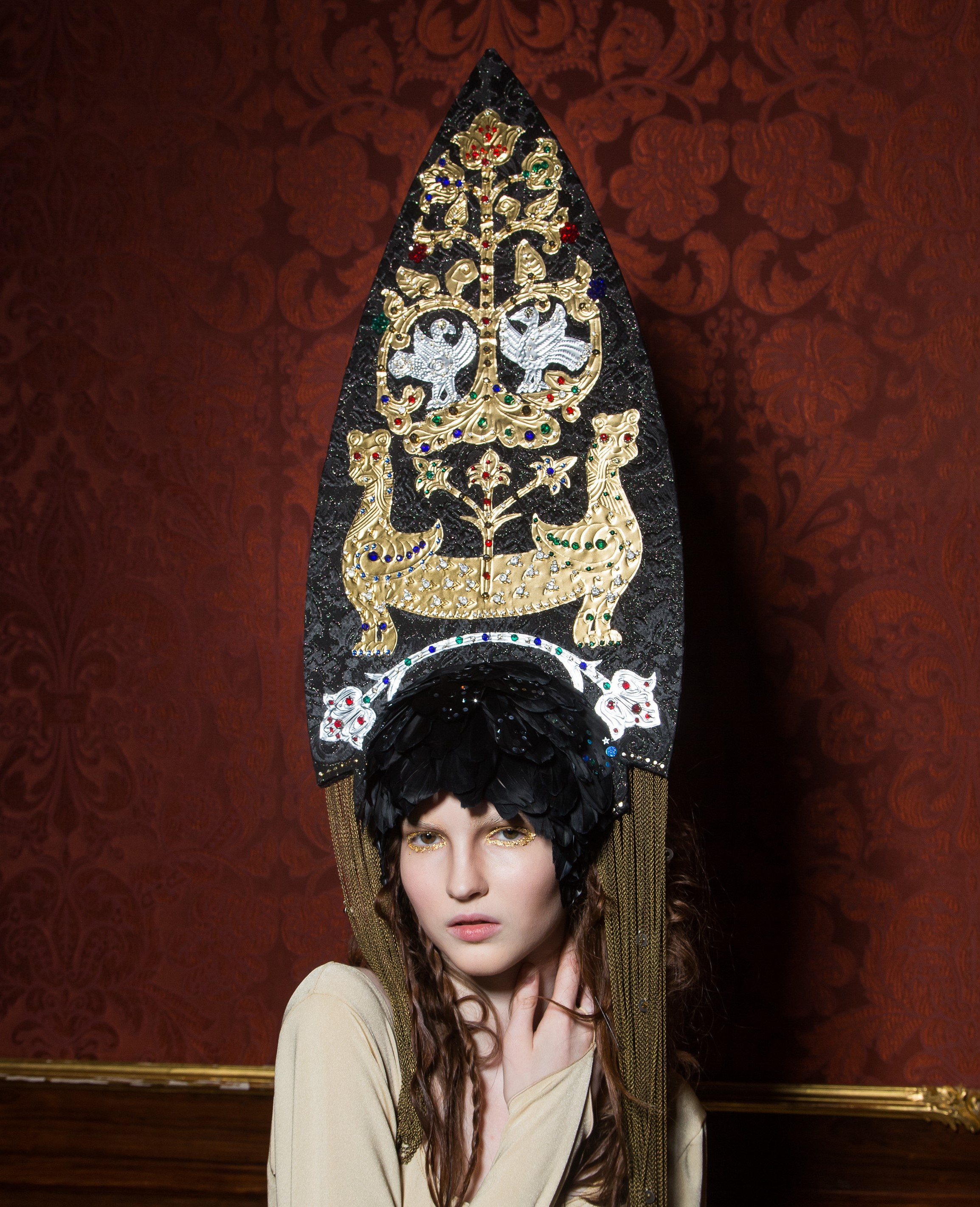
Презентация коллекции The Shapkas

- Первая коллекция одежды под собственным брендом Konstantin Gayday (2006)[8]
- Cycles&Seasons by MasterCard (Сезон Осень-зима 2010/2011)[25]
- Весна-Лето 2011[26]
- Осень-Зима 2011/2012[27]
- Весна-Лето 2012[28]
- Коллекция головных уборов haute couture «12»[29]
- Коллекция шляп, приуроченной к ежегодным скачкам «Гран-при Радио Монте-Карло» (май 2013)[30]
- Коллекция «Боги» (2013)[17]
- Коллекция «Shadows» (ноябрь 2014)[31]
- «The Shapkas» (май 2016)[19]

## Награды и звания
- «Лучшая коллекция головных уборов» по версии телеканала Fashion TV (2017)[32]
- Национальная премия в области индустрии моды «Золотое веретено» в номинации «Головной убор» (2016)[33]
- «Лучший дизайнер головных уборов» по версии телеканала Fashion TV (2013)[34]
- «Лучший дизайнер головных уборов 2012 года» (премия «Brand Awards»)[35]
- «Fashion дизайнер головных уборов» (премия телеканала Fashion TV «Fashion Summer Awards-2011» (2011)[36]
- «Человек года» журнала GQ в категории «Дизайнер года» (2010)[1]
- «Топ-10 самых стильных мужчин России» по версии журнала GQ (2009)[37]
- «50 самых влиятельных людей российской моды» по версии журнала TimeOut (2007)[38]
- Топ-10 российских дизайнеров Women’s Wear Daily (2007)[39]